# Mark Dery
Mark Dery (né le 24 décembre 1959) est un écrivain américain, un conférencier et un des premiers observateurs et critiques de la culture numérique. Il a contribué à diffuser le terme « culture jamming » et est généralement reconnu pour avoir inventé le terme « afrofuturisme » dans son essai Black to the Future : Interviews with Samuel Delany, Greg Tate, and Tricia Rose dans l'anthologie Flame Wars: The Discourse of Cyberculture . Il écrit sur les médias et la culture visuelle, en particulier sur ses éléments marginaux, dans une grande variété de supports tels que le magazine Rolling Stone ou le blog BoingBoing.

## Biographie
Mark Dery est né à Braintree, près de  Boston. Il a grandi à Chula Vista, en Californie. En 1982, il obtient sa licence à l'Occidental College, à Los Angeles. Il est d'origine anglo-irlandaise-écossaise avec une lointaine ascendance française .

### Carrière d'enseignant
De 2001 à 2009, Dery enseigne la sociologie des médias, le journalisme littéraire et la rédaction d'essais à la faculté de journalisme de l'université de New York.
En janvier 2000, il a été nommé Chancellor's Distinguished Fellow de l'université de Californie à Irvine. À l'été 2009, il est chercheur en résidence à l'Académie américaine de Rome. En 2017, il enseigne « l'esthétique sombre », regroupant le gothique, le grotesque, l'étrangeté, l'abject et d'autres esthétiques transgressives de la contre-culture à l'université Yale.

### Carrière d'homme de lettres
Etant l'un des premiers contributeurs à l'étude de la cyberculture et des effets culturels de l'ère numérique, Dery a écrit pour le New York Times Magazine, The Atlantic, The Washington Post, Lingua Franca, The Village Voice, Rolling Stone, Spin, Wired, Salon.com et BoingBoing entre autres publications. Ses livres comprennent des monographies et des essais, tel que l'ouvrage Escape velocity: cyberculture at the end of the century (1996), traduit en français sous le titre Vitesse virtuelle : la cyberculture aujourd'hui, en 1997 .

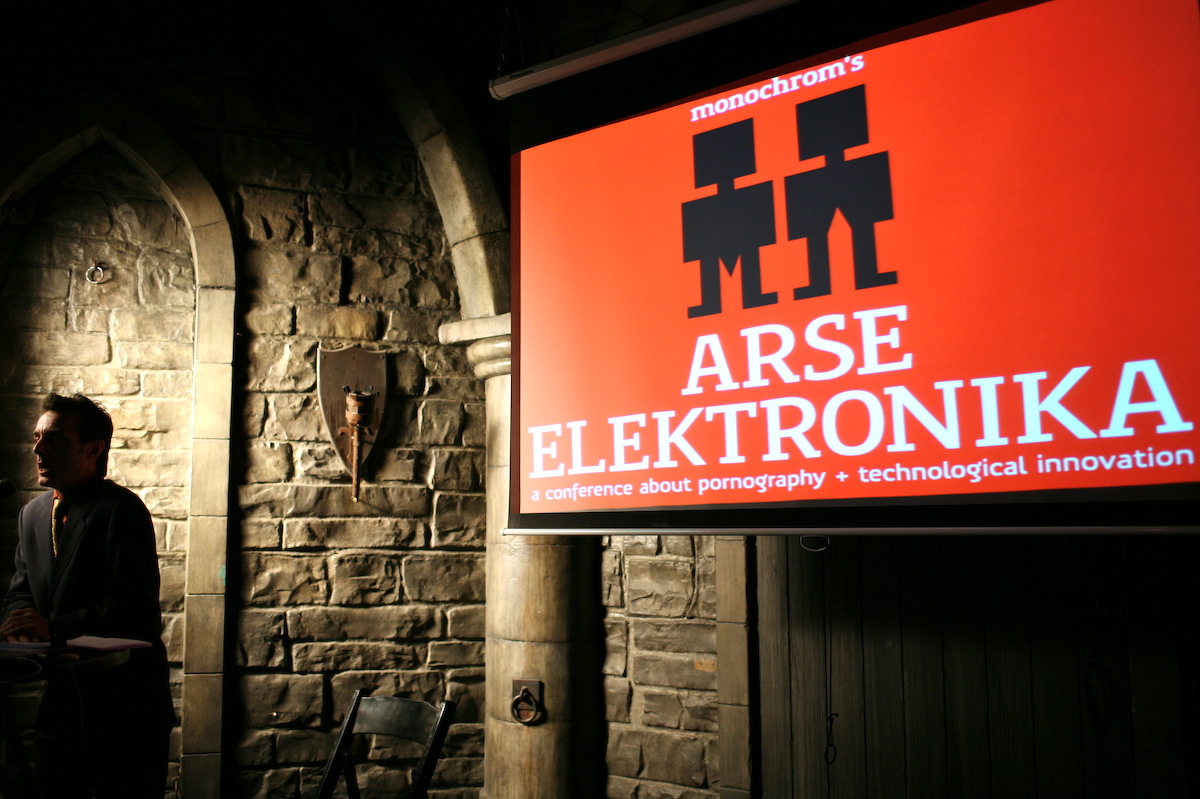
Mark Dery parle à Ass Elektronika 2007 de Monochrom

En 1990, en rédigeant l'article « Les joyeux farceurs et l'art du canular » pour le New-York Times, il ouvre une première discussion, dans les grands médias, sur la pratique du « détournement culturel », par une génération émergente d'activistes.

Dans sa monographie Flame Wars, Déry se demande, dans un essai intitulé Black to the Future, pourquoi « si peu d'Afro-Américains écrivent de la science-fiction, alors que ce genre littéraire, dont les rencontres rapprochées avec l'Autre – l'étranger dans un pays étranger – sembleraient particulièrement adaptées aux préoccupations des romanciers afro-américains ?  Dans cet article, Dery interviewe trois penseurs afro-américains – l'écrivain de science-fiction Samuel R. Delany, l'écrivain, le musicien et critique du journal The Village Voice Greg Tate et la professeure d'études africaines Tricia Rose – sur les différentes dimensions de l'afrofuturisme, un terme qu'il a lui-même inventé et qui figure désormais en bonne place dans les études sur la techno-culture noire. Il le définit ainsi :
La fiction spéculative qui traite des thèmes afro-américains et aborde les préoccupations afro-américaines dans le contexte de la techno-culture du XXe siècle – et, plus généralement, la signification afro-américaine qui s'approprie les images de la technologie et d'un avenir prothétiquement amélioré – pourrait, faute d'une meilleure terme, être appelé Afrofuturisme.
En 2018, Mark Dery  rédige une biographie de l'illustrateur pour la jeunesse Edward Gorey, intitulée Born to Be Posthumous: The Excentric Life and Mysterious Genius of Edward Gorey . Largement révisé,,,,, ce livre est la première biographie de ce personnage excentrique. Il recontextualise les créations idiosyncrasiques de Gorey.

## Livres

### Traduits en français
- Vitesse virtuelle :  la cyberculture aujourd'hui, Abbeville, coll. « Tempo », 1997 (ISBN 978-2-87946-122-9, lire en ligne)

### Non traduits en français
- (en) Born to be posthumous: the eccentric life and mysterious genius of Edward Gorey, William Collins, 2018 (ISBN 978-0-00-832981-5)

- (en) Mark Dery et Bruce Sterling (Co-auteur), I must not think bad thoughts: drive-by essays on American dread, American dreams, Univ. of Minnesota Press, 2012 (ISBN 978-0-8166-7774-0 et 978-0-8166-7773-3)
- (en) The pyrotechnic insanitarium: American culture on the brink, Grove Press, 1999 (ISBN 978-0-8021-3670-1 et 978-0-8021-1640-6)
- (en) Flame wars: the discourse of cyberculture, Duke Univ. Pr, coll. « South Atlantic Quarterly », 1993 (ISBN 978-0-8223-6400-9)
- (en) Black to the Future : Interviews with Samuel R. Delany, Greg Tate, and Tricia Rose, South Atlantic Quarterly, 1993 (ISSN 0038-2876, lire en ligne)